# Journal of Cheminformatics
Das Journal of Cheminformatics, abgekürzt J. Cheminformatics, ist eine wissenschaftliche Fachzeitschrift, die vom Biomed Central-Verlag veröffentlicht wird. Die Zeitschrift erscheint ausschließlich online und frei zugänglich. Es werden Artikel veröffentlicht, die sich mit chemischen Informationssystemen und molekularem Modeling beschäftigen.
Der Impact Factor lag im Jahr 2020 bei 5,514. Nach der Statistik des Web of Science wird das Journal mit diesem Impact Factor in der Kategorie Multidisziplinäre Chemie an 50. Stelle von 178 Zeitschriften, in der Kategorie Computerwissenschaften, interdisziplinäre Anwendungen an 20. Stelle von 111 Zeitschriften und in der Kategorie Computerwissenschaften, Informationssysteme an 31. Stelle von 161 Zeitschriften geführt.